# Júlio Guerreiro
Júlio Guerreiro (Almancil, 2 de Janeiro de 1944 - 21 de Julho de 2011) foi um empresário e jornalista português.

## Biografia

### Nascimento

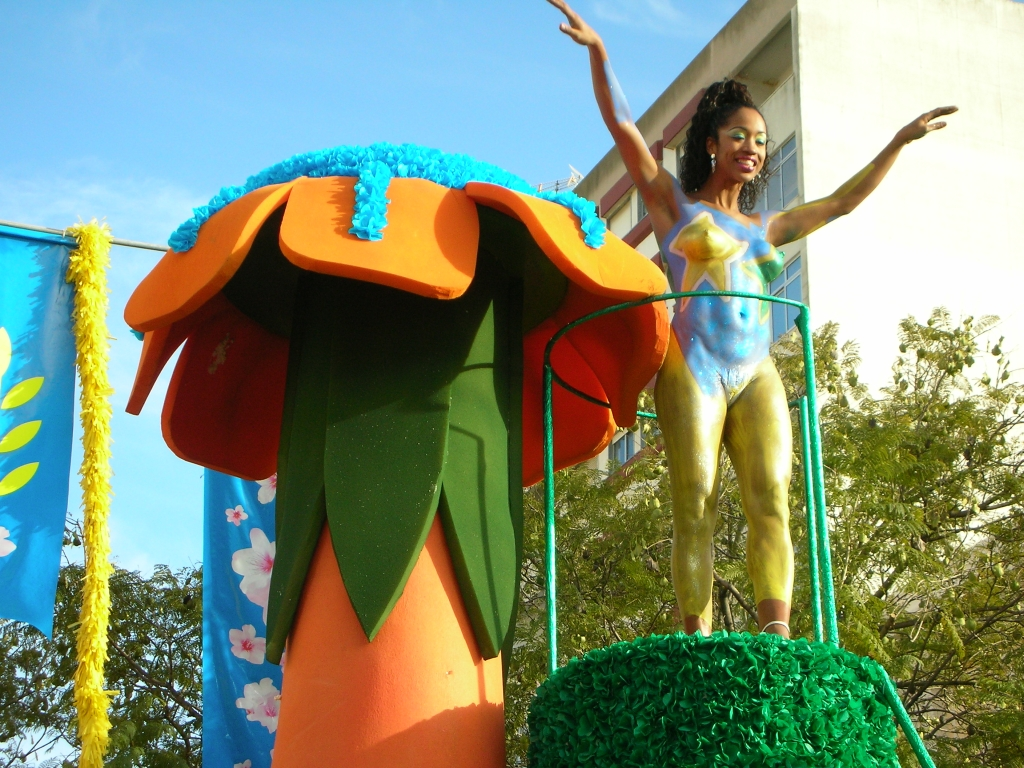
Carnaval de Loulé.

Nasceu na localidade de Almancil, em 2 de Janeiro de 1944.

### Carreira profissional
Empregou-se na Câmara Municipal de Loulé nos inícios da Década de 1980, como responsável da Comissão de Festas, cuja função era organizar as várias festividades no concelho, incluindo o Carnaval. Foi um dos principais dinamizadores deste evento, principalmente através da sua profissionalização. Além disso, também criou vários novos eventos, como o Carnaval de Verão e a Festa da Alegria, vários espectáculos musicais, e os Desfiles das Marchas Populares de Quarteira, e organizou as festas da Mãe Soberana.
Dirigiu várias organizações de carácter recreativo e desportivo no concelho e na região, nomeadamente o Louletano Desportos Clube, e exerceu como jornalista e comunicador, junto de vários meios de comunicação regionais e nacionais, na televisão, rádio e imprensa escrita. Estimulou a prática do ciclismo na região do Algarve, tendo colaborado na organização da Volta a Portugal em Bicicleta.

### Falecimento
Faleceu às 23h20 do dia 21 de Julho de 2011, no Hospital Distrital de Faro, vitimado por Choque Hipovolémico). O corpo foi conservado em câmara ardente na Igreja de Santana, tendo sido cremado no dia 26 de Julho.